# Apisalome Tuvura
Apisalome Tuvura (18 marzo 1986) è un calciatore figiano, difensore del Metro.

## Carriera

### Club
Comincia a giocare in patria, al Nadi. Nel 2010 si trasferisce in Papua Nuova Guinea, all'Hekari United. Nel 2011 viene acquistato dal Metro.

### Nazionale
Ha debuttato in Nazionale il 12 agosto 2005, nell'amichevole Figi-India (1-0). Ha partecipato, con la Nazionale, alla Coppa delle nazioni oceaniane 2008. Ha collezionato in totale, con la maglia della Nazionale, 4 presenze.